# 京田尚子
京田尚子（1935年2月22日—）是日本的女演員、女聲優，所屬東京俳優生活協同組合（俳協）。東京都出身。

## 人物
- 演出老婆婆之類的角色非常的多，與同事務所的前輩麻生美代子和晚輩鈴木玲子（ARTSVISION所屬），一起作為擔任老婆婆配音員的起頭，被配音員的愛好者，還有動畫的愛好者廣為人知。不過「大力水手」的奧莉薇‧奧爾、「蜜餡公主」的太太澀茶角色的時候，使用假音來扮演著年輕女性的聲音（據她本人，如果沒有使用假音，是不太可能扮演年輕女性的聲音）。
- 演出的個性方面主要是和善的角色，教導人們，心很堅強的角色，還有壞心眼的角色等等，不過要是真的非常冷酷無情的登場人物還有很嚴肅的人物個性的人演出也是有的。不過麵包超人裡的飯糰超人這個角色是她演出的非常少數的男性角色。
- 據說在角色之間，其心酸也是會被知道的，那些是完全無法用言語表達出來的。在同世代的夥伴裡，被揶揄為「工作室裡面的怪物老婆婆」。但是，人們對她的評價還是很高的。OVA版的「夢幻遊戲」的映細特點裡的「夢幻惡作劇」，這裡揭露的其配音的方式。
- 沒讀過原作，而演出的角色很多的老手，不過「通靈王」演出的時候，是有讀過其原作的單行本的，對其內容是非常的觀察入微（林原惠的心路小站）。

## 演出作品
※粗體字表示說明飾演的主要角色。

### 電視動畫
- 天才寶貝（後藤光）
- 明日之星娜佳（安娜・佩特盧瓦（老奶奶）、旁白）
- Astroganga（老婆婆/布拉斯特12、黑妖精）
- 動物小町（老婆婆）
- 蜜餡公主（澀茶（妻子））
- 惡作劇之吻（吉田豐）
- 犬夜叉（楓）
- 犬夜叉 完結篇（楓）
- 銀河冒險戰記系列（瑪格諾・維凡）
- 傳頌之物（圖斯庫爾）
- 福星小子（雅登）
- NG騎士檸檬汽水&40（木乃伊老婆婆）
- 小魔女Doremi（魔女史隆）
- 反斗小王子（田中佳子）
- 幽靈霍利（伊西娃倫）
- 早安！史派克（阿咲）
- 我是鐵兵（上杉妙）
- 快傑蒸氣偵探團 TV ANIMATION SERIES（老婆婆）
- 學園戰記無量（真守百恵）
- 風之少女艾蜜莉（南西・普里斯特）
- 嘉塔碧西（老婆婆）
- 銀魂（阿松）
- 像雲一樣像風一樣（垂戶婆婆）
- 蠟筆小新（春日部書店店長 其他）
- 怪怪怪的鬼太郎（第3部）（妖貓）
- Kemonozume （老婆婆）
- 獸之奏者 艾琳（長老）
- Keroro軍曹（日向秋奈）
- 交響詩篇（高僧）
- 哥爾哥13（瑪莎）
- 甲蟲王者蟲王 森林的民間傳說（莎莎拉）
- 魁!!男塾（龜）
- 三丁目的夕陽（大田金（賣香菸的老奶奶））
- 吉米紐特隆 我是天才發明家!（紐特隆奶奶）
- SIMOUN（阿耶爾的爺爺）
- 通靈王（麻倉木乃、梅蘭妮）
- 香格里拉（北條凪子）
- 十二國記（小要的奶奶）
- 大長今 長今的夢（壺婆婆）
- 神八劍傳（船蟲）
- 鬼面騎士（定食屋的阿姨）
- 星際寶貝神奇大冒險（柔奈的奶奶）
- 星際寶貝 ～惡作劇異形的大冒險～（柔奈的奶奶）
- 星際寶貝 ～一直是最棒的朋友～（柔奈的奶奶）
- STRATOS 4（御廚玲）
- 秀逗魔導士 REVOLUTION（巫女）
- 週刊故事樂園 （「看不見的鄰居」（大嬸）、「奇怪博物館 ～幸福的毒藥～」（貴子的婆婆））
- 昭和物語 （山崎芳）
- 世界名作劇場系列
  - 尋母三千里（羅哈斯夫人）
  - 浣熊拉斯卡爾（克萊麗莎・史蒂文生）
  - 佩琳物語（老闆娘、布魯多奴夫人）
  - 紅髮安妮（布魯威特夫人）
  - 牧場上的少女卡特莉（伊爾達・伍康奈米）
  - 愛少女波麗安娜物語（艾茲拉）
  - 彼得潘的冒險（達克妮絲）
  - 我的長腿叔叔（愛麗莎・森普爾）
  - 七海的堤可（羅薩琳特・安德烈蒂）
- 青春動畫全集 少爺（阿清）
- 絕對無敵雷神王（化屋資金）
- 蒼穹之戰神 Dead Aggressor（西尾行美）
- 麵包超人（飯糰超人、羊阿姨）
- 逮捕令（和尚的母親）
- 時間飛船系列
  - 時間飛船（華爾喬）
  - Zenderman（女王）
  - Rescueman（老婆婆）
- 高橋留美子劇場（加代子）
- 高橋留美子劇場 人魚森林（神無木佐和（老人））
- 快樂的慕敏一家（克萊麗莎）
- 驅魔少年（媽媽）
- Topo Gigio（克諾普）
- 忍者亂太郎（老婆婆）
- 噴嚏大魔王（蕭克利）
- 家有賤狗（犬神奶奶）
- BASILISK甲賀忍法帖（伊賀的阿幻）
- 花的魔法使瑪麗貝爾（蘿絲）
- 美少女戰士 SuperS（吉爾珂西亞）
- 夢幻遊戲（太一君 旁白）
- 法蘭德斯之犬 我的帕特羅許（露麗特）
- Project BLUE 地球SOS（巴格爾遊星人）
- 凡爾賽玫瑰（瑪蓉・葛拉斯・蒙布朗（奶奶））
- 冒険王比特（鑑定師）
- 神奇寶貝（米大人、鈴大人）
- 大力水手（奧莉薇・奧爾）
- 咕嚕咕嚕魔法陣（貝蒂）
- 媽媽是小學四年生（花田綠）
- 真知子老師（元吉的奶奶）
- 丸出駄目夫（漢娜的媽媽）
- 無限之住人（八百比丘尼）
- 名犬雪麗（愛蜜莉亞）
- 名偵探柯南（間宮益代（西川睦美）、大賀妙、野井、田中伊和江）
- 相聚一刻（五代緣（裕作的奶奶））
- 意外（檜原外婆）
- 幽遊白書（幻海師範）
- 雪之女王（瑪莉亞的奶奶）
- 請多指教機械船塢（聖緒伊香）
- 國王的新學校（伊茲瑪）
- 亂馬½（大文字流家元）
- 魯邦三世 (TV第2系列)（戴布斯夫人）
- 魯邦三世 PartIII（愛爾達夫人）
- 魯邦三世 雙子星的秘密（老婆婆）
- 魔法咪路咪路（巴拉摩（咪路與姆路的奶奶））
- 陶氣太古克姆克姆（香薇琳、夏瑪）
- 小小男子漢（奶奶）
- 哆啦A夢（老奶奶）
- 魔法公主明琪桃子（布蘭達的奶奶）
- 天才寶貝（後藤光（第7話 旅館的老奶奶））
- 動物小町（老奶奶）
- 弔帶襪天使（老婆婆）

1995年
- 忍空（梅千代）

2003年
- 奇諾之旅（老奶奶）

2004年
- 妄想代理人（老婆婆）

2005年
- 蟲師（藥袋玉）

2006年
- 櫻蘭高校男公關部（環的奶奶）
- 犬神！（川平榧〈宗家〉）

2011年
- 夏目友人帳 叁（青梔）
- SKET DANCE（婆婆大人）

2013年
- 核爆末世錄（菖蒲婆婆）

2014年
- 蟲師 蝕日之翳（藥袋玉）
- 蟲師 續章（藥袋玉）
- 晨曦公主（婆）

2015年
- 蒼穹之戰神 EXODUS 第1期（西尾行美）
- 蒼穹之戰神 EXODUS 第2期（西尾行美）

2017年
- 鬼平（おすめ）

2022年
- 終末的後宮（老女）

### OVA
- 海底嬌娃藍華（芭・潘朵拉）
- NG騎士檸檬汽水&40EX 戰戰兢兢三角鐵 愛的暴風雨大作戰（木乃伊老婆婆）
- 我是宇宙的尋礦夫（安藤股長）
- 櫻花大戰系列（真宮寺桂）
  - 櫻花大戰 桜華絢爛
  - 櫻花大戰 轟華絢爛
- 天地無用! 魎皇鬼（老闆娘）

2015年
- 晨曦公主（婆）

2018年
- 幽遊白書「是成是敗」（幻海）

### 網路動畫
2016年
- 寶可夢世代（菊子）

### 劇場版動畫
- 遊戲王劇場版:真紅眼黑龍（賣卡套的老婆婆）
- 犬夜叉劇場版:跨越時代的思念（楓）
- 阿爾卑斯山的少女海蒂（羅田麥爾女士）
- 艾里昂（艾特斯的妻子）
- 犬神 THE MOVIE 特命靈的搜查官・假名史郎！（川平榧）
- 福星小子 只有妳（芭芭拉）
- 福星小子3 記得我的愛（橡樹森林的老婆婆）
- 風之谷（祖奶奶）
- 蠟筆小新系列
  - 蠟筆小新 動感超人vs高衩魔王（老婆婆）
  - 蠟筆小新 雲黑齋的野心（春日部書店店長）
  - 蠟筆小新 爆發！溫泉激烈大決戰（春日部書店店長）
  - 蠟筆小新 風起雲湧的叢林冒險（春日部書店店長）
  - 蠟筆小新 風起雲湧！猛烈！大人帝國的反擊（春日部書店店長）
- 怪醫黑傑克（佳子）
- 相聚一刻 完結篇（五代緣（裕作的奶奶））
- MEMORIES（信男的奶奶）
- 幽遊白書各作品（幻海師範）
- ONE PIECE 機關城的機械巨兵（蘿芭）
- 航海王電影版：強者天下（夏歐的祖母）
- 我的鬼女孩（御前[1]）

### 遊戲
- 犬神 feat.Animation（川平榧(本家)）
- 傳頌之物 給散落者的搖籃曲（圖斯庫爾）
- 王國之心 II（翡翠仙子）
- 蠟筆小新 最強家族春日不之王～（春日部書店店長）
- 幻想水滸傳V（萊潔）
- 札克與溫布拉 夢幻的遊樂園（波麗的奶奶）
- 玉繭物語（嘉萊）
- 新世紀勇者大戰（那由他系）
- 我們的家族（奶奶）
- 幽遊白書系列（幻海）
  - 幽遊白書 黑暗勝負！！暗黑武術大會
  - 幽遊白書2 格鬥之章
  - 幽遊白書 魔強統一戰
  - 幽遊白書 特別篇
  - 幽遊白書FOREVER
  - THE BATTLE OF 幽遊白書 ～死鬥！暗黑武術大會～ 120%

### 外語片配音
- 迪士尼動畫作品
  - 阿拉丁（占卜師）
  - 妙妙探（朱德遜夫人）
  - 搶救老媽大作戰（總統）
  - 仙履奇緣2：美夢成真（神仙教母）
  - 仙履奇緣3：時間魔法（神仙教母）
  - 唐老鴨俱樂部（畢格爾媽媽）
  - 狡猾飛天德（氨松）
  - 睡美人（翡翠仙子）
  - 鐘樓怪人2：老實鐘的秘密（娜芬）
  - 米老鼠群星會（女巫、神仙教母、翡翠仙子、杜翠絲）
  - 101忠狗續集：倫敦大冒險（蘭妮）
  - 大力士（命運三女神·克洛施）
  - 風中奇緣（柳樹婆婆）
  - 風中奇緣2：倫敦之旅（柳樹婆婆）
  - 花木蘭（花婆婆（木蘭的奶奶））
  - 花木蘭2（花婆婆（木蘭的奶奶））
  - 變身國王（魔女伊絲瑪）
  - 變身國王2：高剛外傳（魔女伊絲瑪）
  - 小姐與流氓（莎拉姑媽）
  - 小姐與流氓2：狗兒逃家記（莎拉姑媽）
- 阿達一族（阿達奶奶（老奶奶））
- 阿瑪迪斯（韋伯夫人）
- 急診室的春天（芬妮）
- 太太是首相 ～普里查夫人的挑戰～（伊麗莎白女王）
- 太太是魔女（愛絲梅拉達（野澤雅子與交替）、巴斯柯姆夫人<#146>、維梅耶夫人<#166>）
- 綠野仙蹤(西方魔女)
- Mortified（瑪麗）
- 恐龍家族（愛瑟兒）
- 吉摩爾的女孩（翠絲・吉摩爾）
- 潔西卡阿姨的事件簿 (長篇連續劇版等等、潔西卡・佛萊契爾）
- Shall We Dance?（米茲）※日本電視版
- 大草原上的小房子（愛麗莎・珍・懷爾德）
- 鐵達尼號（現在的蘿絲·道森·卡爾維特：富士電視台版・日本電視版）
- 達文西密碼（珊克麗兒夫人）
- 喬警官媽媽束手無策（愛絲黛兒·蓋蒂）
- 巧克力冒險工廠（約瑟芬奶奶）
- 德州電鋸殺人狂（露達・梅）
- 德州電鋸殺人狂續集（露達・梅）
- 拿槍的裸男（市長）※朝日電視台版
- 哈利波特－鳳凰會的密令（阿拉貝拉・朵琳・費格）
- 威爾與格蕾絲 （莎朗）
- Fried Green Tomatoes（潔西卡·譚迪）
- Full House（愛德娜）※第8系列第21話
- 小鬼當家2（史東）
- Flubber
- 平原兒（珍·亞瑟）
- 我的甜蜜回憶（愛達（漢娜的奶奶））
- 樂一通（老婆婆）
- 怪物奇兵（老婆婆）
- 掉到陷阱的爸爸與媽媽（奶奶）
- 小姐與流氓（莎拉）
- 愛情限時簽（安妮・帕克斯頓奶奶（貝蒂·懷特））

### 特撮
- 喜歡！喜歡！！ 魔女老師（克蒙蒂絲分身）
- 超級戰隊系列
  - 秘密戰隊五連者（九官鳥的魂的聲音、魔女假面的聲音）
  - JAKQ電擊隊（惡魔亞馬遜的聲音、阿特米克魔女的聲音）
  - BATTLE FEVER J（九太郎的聲音）
  - 電子戰隊Denziman（電磁犬愛西的聲音）
  - 「劇場版　電子戰隊Denziman」（電磁犬愛西的聲音）
  - 超獸戦隊Liveman（小丑佐諾的聲音）
  - 高速戰隊Turboranger（塔梅琪波瑪的聲音）
  - 忍者戰隊Kakuranger（今日美之狐的聲音）
- 不思議喜劇系列
  - 機器人8號（機器人8號（第一代））
  - 勝利的卡米達人（涼中華的聲音）
- 金屬英雄系列
  - 特警Winspector（吸血人面蝙蝠的聲音）
  - 重甲B-Fighter（魔導師賈格爾的聲音）
- 鹹蛋超人太郎（調皮宇宙人皮可羅的聲音）
- 咕嚕咕嚕梅達曼（梅達曼）
- 人造人類奇凱達（女班妮克拉克的聲音、菫菜海螺的聲音）
- 奇凱達01（幽靈女的聲音、影仔洛克洛的聲音）
- 蜘蛛人（怪貓獸的聲音、魔女猴子的聲音）
- Barom One（夏克梅爾克的聲音）
- UFO大戰争 作戰！ 紅虎（帕特拉指揮官的聲音）

### 連續劇CD
- 武器種族傳說 The original（葛麗娜（葛麗茲妮・雷菲納德））

### 廣播劇
廣播連續劇
- 魔神英雄傳小渡3 虎王物語（占卜師）
- VOMIC 櫻姫華傳（白夜）

### 電視
- 超人力霸王傑克（中年婦人）※名字是以京田ひさ子記載
- 事件記者矮雞！
- 去吧！儂塔克（奶奶）
- 消防員（花子）
- 媽媽桑打排球（千代）
- 理想的上司

### 網路電視
- 聽到（2007年、NIFTY ） - 第3話 渡邊登美

## 外部連結
- 事務所公開簡歷（日語）

1. ↑  . Comic Natalie. 2024-04-24  [2024-04-24]. （原始内容存档于2024-04-27） （日语）.